# George Bent
George Bent chiamato anche Ho—my-ike in lingua cheyenne (Contea di Otero, 1843 – Washita, 19 maggio 1918) è stato un Cheyenne che divenne un soldato confederato durante la guerra civile americana e in seguito dichiarò guerra agli americani come guerriero Cheyenne.
Era il figlio di razza mista di Donna Gufo, figlia di un capo Cheyenne, e dell'americano William Bent, fondatore della stazione commerciale chiamata Fort Bent e di una società commerciale con i suoi fratelli e Ceran St. Vrain. Bent nacque vicino all'odierna La Junta, in Colorado, e venne allevato tra la gente di sua madre, suo padre e altri europei americani al forte, e altri bianchi dall'età di 10 anni mentre frequentava il collegio a Saint Louis, Missouri. Si identificò sempre come Cheyenne.
Dopo le guerre indiane, lavorò per il governo degli Stati Uniti come interprete. A partire dal 1870, con l'agente indiano degli Stati Uniti per i Cheyenne e Arapaho, visse nella riserva nell'attuale Oklahoma, dove rimase fino alla fine della sua vita. Sebbene fosse un membro dei Cheyenne, perché era nato nel clan di sua madre, nella tensione degli anni del dopoguerra si sentì un estraneo sia tra i Cheyenne che tra i bianchi a causa della sua doppia eredità. Alcuni Cheyenne lo incolparono per le perdite subite dalla tribù in terreni comunali quando fu costretto ad accettare l'assegnazione di terre a singole famiglie ai sensi del Dawes Act.
All'inizio del XX secolo, divenne un'importante fonte, o informatore, di James Mooney e George Bird Grinnell, antropologi che studiavano e registravano la cultura Cheyenne, poiché era bilingue e conosceva bene la cultura. Ansioso di completare un libro sui Cheyenne, incoraggiò Grinnell a lavorare con George E. Hyde, che probabilmente scrisse la maggior parte del libro di Grinnell The Fighting Cheyennes. Attraverso le lettere di Bent, Hyde scrisse la sua biografia: Life of George Bent: Written from His Letters, che non fu pubblicata fino al 1968.

## Biografia
Bent era figlio di William Bent, un importante commerciante di pellicce di Saint Louis. Sua madre era Donna Gufo, figlia di un capo Cheyenne, e lui nacque nel suo clan sotto il sistema di parentela matrilineare. Lui e i suoi tre fratelli crebbero parlando sia cheyenne che inglese. Imparò molto sulla cultura Cheyenne da sua madre e dalla sua famiglia, e nella loro cultura era considerato un Cheyenne.
Sua madre morì intorno al 1847, quando suo padre aveva già preso le sue due sorelle minori come mogli secondarie, nel modo tradizionale Cheyenne degli uomini di successo. La più giovane, Isola, allevò i quattro figli di Donna Gufo. Donna Gialla, l'altra sorella, ebbe un figlio da William Bent, Charles, fratellastro degli altri, nato nel 1845. Queste due donne lasciarono entrambe William Bent nel 1867, il quale sposò poi la ventenne Adaline Harvey nel 1869, la figlia istruita di razza mista di un amico commerciante di pellicce di Kansas City. La loro figlia (sorellastra di George) nacque dopo la morte di William Bent, nello stesso anno.
Quando George aveva 10 anni, suo padre lo mandò a Kansas City in un collegio episcopale per un'educazione europeo-americana. Quando iniziò la guerra civile americana, Bent era uno studente al Webster College for Boys (non correlato alla successiva Webster University) vicino a Saint Louis.
George prestò servizio nella Guardia di Stato del Missouri con l'esercito confederato, combattendo nella battaglia di Wilson's Creek vicino a Springfield, il 10 agosto 1861 e alla prima battaglia di Lexington vicino a Lexington, il 20 settembre 1861. Entrambe furono vittorie confederate. Come membro del 1º reggimento di cavalleria del Missouri, combatté nella battaglia di Pea Ridge in Arkansas, dal 6 all'8 marzo 1862, battaglia vinta dall'Unione. Quando la cavalleria del Missouri fu convertita in fanteria, Bent fu assegnato alla batteria di Landis, l'artiglieria leggera del Missouri, artiglieria a cavallo della Brigata Missouri del generale Mathew F. Greene, che faceva parte della divisione del generale Sterling Price. La sua unità di artiglieria partecipò all'Assedio di Corinth e alla successiva ritirata, rimanendo per coprire la ritirata di 66.000 Confederati al comando di Pierre Gustave Toutant de Beauregard.
Più tardi quell'estate, fu catturato o disertò. Dopo il suo ritorno a Saint Louis, che era controllata dall'Unione, fu brevemente confinato nella prigione di Gratiot Street, ma gli fu permesso di prestare giuramento di fedeltà all'Unione ed essere rilasciato. Il suo tutore, Robert Campbell, un importante cittadino di Saint Louis che gli era stato assegnato quando George era a scuola, facilitò la sua strada.
Bent tornò al ranch di suo padre nel territorio del Colorado, ma lì il sentimento anti-confederato era intenso. Per sicurezza, andò a vivere con i suoi parenti materni Cheyenne. Da quel momento in poi, visse tra i Cheyenne e si identificò con loro.
Bent era al campo Cheyenne e Arapaho di Black Kettle a Sand Creek a circa 56 km a nord di Lamar, in Colorado, il 29 novembre 1864. Gli indiani nel campo avevano avviato negoziati di pace con l'esercito americano e credevano di essere sotto la sua protezione, ma il colonnello John Chivington e la sua forza di 700 volontari del Colorado attaccarono il villaggio e uccisero circa 150 indiani. Il fratello di Bent, Charles, venne ridotto in fin di vita dai soldati, ma fu salvato dagli amici. Jack Smith, un altro giovane Cheyenne di razza mista, venne ucciso.
Bent era tra gli indiani che fuggirono a monte e trovarono rifugio in sabbiere scavate nel letto del torrente sotto un alto argine. Ferito all'anca, era assieme a circa 100 sopravvissuti che attraversarono le pianure fino ai campi indiani sul fiume Smoky Hill. Fu trovato lì dal suo amico Edmund Guerrier, che lo accompagnò al Bent Ranch a Big Timbers, dove si riprese. I Cheyenne e Arapaho pianificarono la vendetta per il massacro di Sand Creek.
I fratelli Bent e la madre di Charles, Donna Gialla, si unirono alla banda dei Soldati Cane. Nel gennaio 1865, i giovani guidarono, con un esercito indiano di 1.000 guerrieri, un attacco riuscito a Julesburg, in Colorado, in cui uccisero molti cittadini e soldati. La maggior parte dei Cheyenne andò a nord per unirsi a Nuvola Rossa sul fiume Powder nel Wyoming. Prima di lasciare la zona, bruciarono molte fattorie nella valle del fiume South Platte. "Di notte l'intera valle era illuminata dalle luci dei ranch in fiamme, ma questi luoghi furono presto distrutti e l'oscurità cadde sulla valle".
Per tutto il 1865, George Bent combatté con i Cheyenne, partecipando alla battaglia di Mud Springs e alla battaglia di Rush Creek, vicino all'attuale Broadwater, Nebraska, alla battaglia di Platte Bridge Station/Red Buttes il 26 luglio 1865, vicino all'attuale Casper, Wyoming, e alla battaglia di tre giorni di Bone Pile Creek in agosto, vicino all'attuale Wright, nel Wyoming. In estate, l'esercito degli Stati Uniti inviò la spedizione sul fiume Powder, sotto il comando del generale di brigata Patrick E. Connor nel Paese del fiume Powder per punire i Sioux, i Cheyenne e gli Arapaho, con l'ordine di uccidere tutti gli uomini e i ragazzi di età superiore ai 12 anni. L'8 settembre 1865, i Bent si accamparono con i Cheyenne alla confluenza dei fiumi Big e Little Powder, vicino all'attuale Broadus, nel Montana, quando furono avvistati i soldati a pochi chilometri di distanza. I soldati erano rispettivamente le colonne orientale e centrale della spedizione sul fiume Powder sotto il colonnello Nelson D. Cole e il generale di brigata Brevet Samuel Walker. I Cheyenne guidati da Naso Aquilino, attaccarono la colonna mobile per proteggere il loro villaggio, in quella che in seguito sarebbe stata chiamata la battaglia di Dry Creek/Ford, o Roman Nose's Fight, forse prevenendo un altro massacro del genere di Sand Creek.
Bent scrisse in seguito di questo periodo, dicendo che credeva che i "selvaggi" nel conflitto fossero i soldati statunitensi. Bent partecipò a 27 battaglie con i Cheyenne, ma non fornì mai molti dettagli sul suo ruolo personale nelle guerre indiane. Molti Soldati Cane, incluso il fratello di George, Charles, furono uccisi nel 1867, nella battaglia di Summit Springs in Colorado.
Bent iniziò il suo ritorno in un mondo pacifico come interprete al Trattato di Medicine Lodge dell'ottobre 1867 e impressionò i soldati e i funzionari statunitensi con le sue capacità negoziali. Poco dopo, suo fratello Charles, un famoso e temuto guerriero Cheyenne, fu ucciso in una scaramuccia con i soldati.
Nel 1868, Bent fu assunto dal governo degli Stati Uniti come interprete, prima a Fort Larned e poi per la neonata Agenzia indiana guidata da Brinton Darlington, il primo agente indiano degli Stati Uniti per Cheyenne e Arapaho. Nel 1870, l'Agenzia aveva sede a El Reno, Oklahoma. Bent visse nella riserva Cheyenne e Arapaho vicino alla città di Colony e lavorò come impiegato del governo degli Stati Uniti per la maggior parte del resto della sua vita.
Grazie alla sua conoscenza della cultura europea-americana e Cheyenne, divenne una persona importante e potente nella riserva. Durante i primi anni, cercò di moderare le ostilità tra le due culture. Imparò che, come uomo di razza mista o meticcio, era un estraneo per entrambe le etnie.
Durante questo periodo sviluppò un serio problema con l'alcol. Divenne prospero aiutando gli allevatori di bestiame europeo-americani a ottenere pascoli sulla terra indiana. A causa della sua influenza ambulante, perse la fiducia di alcuni Cheyenne e fu licenziato come interprete statunitense. Ma nel 1890, fu l'intermediario cruciale per persuadere i Cheyenne e gli Arapaho ad accettare i piani per l'assegnazione di terreni alle singole famiglie ai sensi del Dawes Act. Presentato come un modo per gli indiani di assimilarsi adottando stili agricoli euroamericani, il piano di assegnazione causò la perdita di considerevoli terre tribali. L'ex terra tribale comunale venne assegnata alle famiglie dei membri e qualsiasi terra rimanente fu dichiarata "surplus" dal governo, rendendola disponibile per la vendita a non indiani. Molti Cheyenne e Arapaho ritennero Bent responsabile degli effetti negativi del passaggio agli appezzamenti privati, inclusa la perdita di ingenti quantità di terre tribali. L'assegnazione sarebbe avvenuta senza l'assistenza di Bent, ma venne comunque considerato parzialmente responsabile.
Bent si sposò tre volte. Sposò per la prima volta Gazza (m. 10 maggio 1886), figlia di Black Kettle della tribù dei Cheyenne meridionali. Le altre sue mogli furono Donna Kiowa (morta nel 1913) e Standing Out (morta nel 1945). Con loro Bent ebbe un totale di sei figli: Mary, William, Daisy, Lucy, George Jr. e Charlie.

## Storia di Cheyenne
Nel 1901 Bent era in una fase bassa della sua vita. Aveva smesso di bere, ma la sua influenza presso i Cheyenne era in gran parte scomparsa, così come la sua precedente prosperità. Il suo incontro con l'antropologo George Bird Grinnell fu benefico per entrambi. Grinnell si rese conto che Bent, che parlava sia Cheyenne che inglese, era alfabetizzato e sapeva scrivere un inglese accettabile, sarebbe stato prezioso per la sua ricerca sulla cultura Cheyenne. Bent era stato un informatore di James Mooney in precedenza, ma non aveva un grande rispetto per lui. Bent disse a Grinnell ciò che sapeva e organizzò interviste con altri Cheyenne per ciò che non sapeva.
Voleva che la storia dei Cheyenne fosse raccontata in un libro. Secondo Bent, Grinnell era troppo lento nel finire il suo libro sui Cheyenne e iniziò a collaborare con George E. Hyde, sordo, quasi cieco e solitario. Alla fine, su raccomandazione di Bent, Hyde divenne uno scrittore fantasma per Grinnell e probabilmente scrisse la maggior parte di The Fighting Cheyennes, pubblicato nel 1915. Grinnell menzionò Bent come fonte nel libro, ma non gli diede pieno credito per la sua assistenza e contributi. Più tardi, Grinnell scrisse The Cheyenne Indians: Their History and Lifeways, in cui fu più generoso nell'accreditare Bent. La cultura Cheyenne è insolitamente ben descritta nei libri di Grinnell, grazie soprattutto alle intuizioni di Bent e alla scrittura di Hyde.
Sebbene i due non fossero mai incontrati, Hyde e Bent divennero stretti collaboratori. Bent scrisse 340 lettere a Hyde tra il 1904 e il 1918. Da queste lettere, Hyde distillò un libro, Life of George Bent: Written from His Letters. Hyde finì il libro ma, ancora sconosciuto nella confraternita antropologica, non riuscì a trovare un editore. La collaborazione di Hyde e Bent è la fonte principale della parte Cheyenne delle guerre degli anni '60 dell'Ottocento e degli eventi successivi.
Bent morì il 19 maggio 1918 a Washita, in Oklahoma, durante la pandemia di influenza del 1918. A quel tempo, il suo sogno di un libro ben scritto sulla storia e la cultura dei Cheyenne non era ancora stato realizzato.
Nel 1968 venne pubblicato il libro di George E. Hyde, Life of George Bent: Written from His Letters e nel 2005 David F. Halaas e Andrew E. Masich hanno pubblicato un libro su George Bent, intitolato Halfbreed: The Remarkable True Story of George Bent - Caught Between the Worlds of the Indian and the White Man.